# Lejía de ceniza

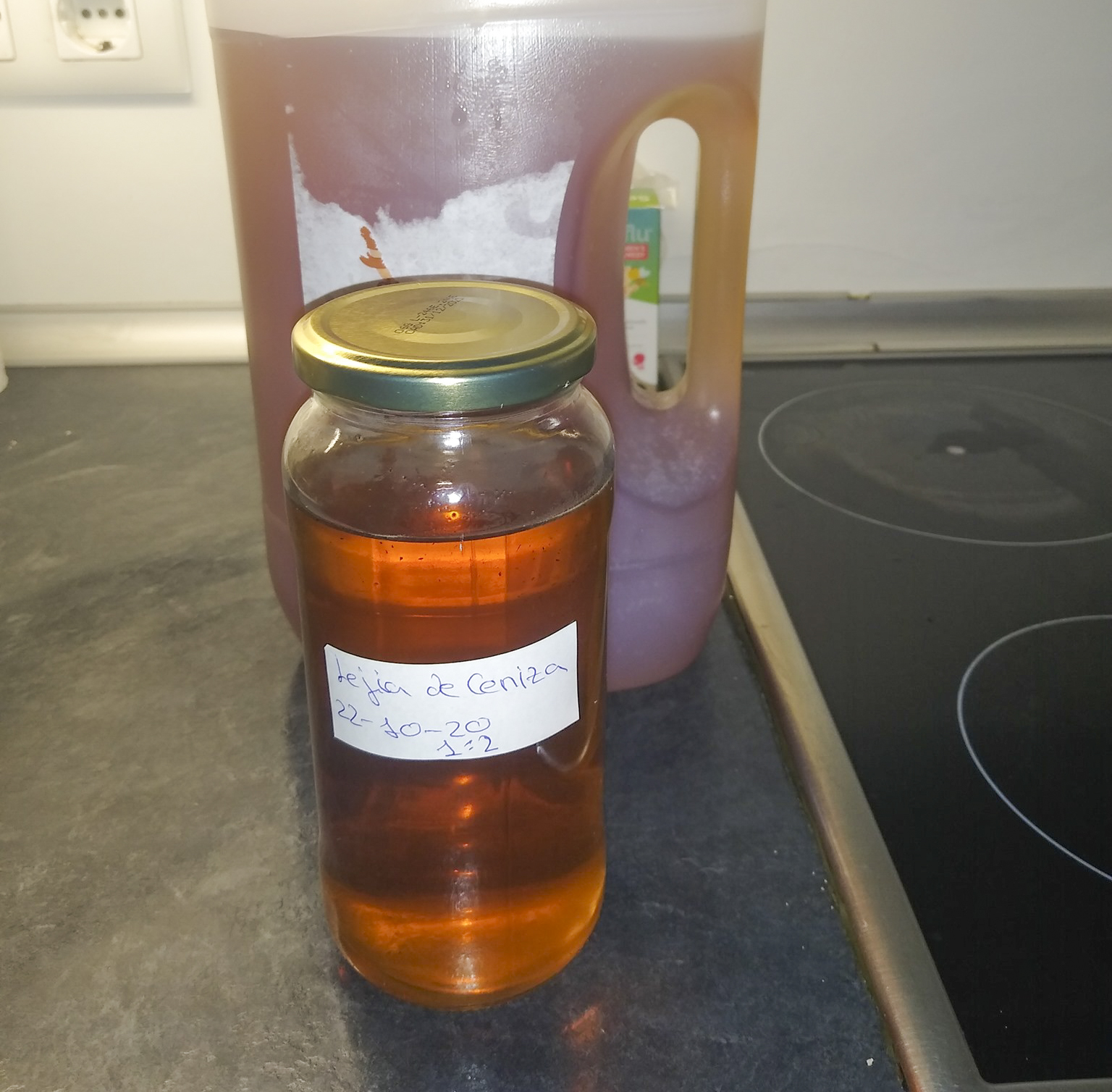
Lejía de ceniza casera

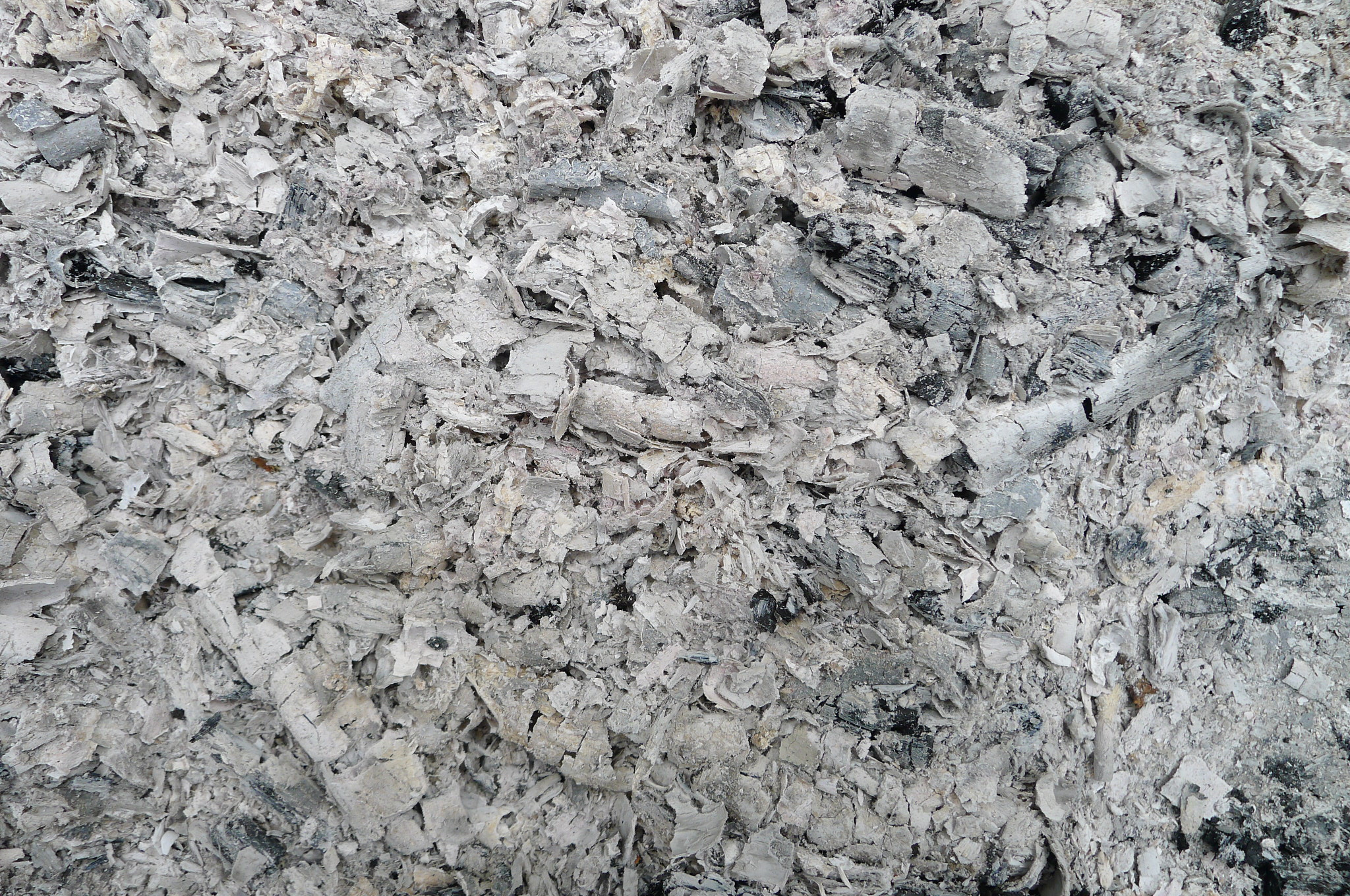
Ceniza de leña

La lejía de ceniza, también llamada en varios lugares como agua de ceniza, jabón de ceniza o detergente de ceniza es una preparación líquida que se obtiene al mezclar agua destilada y ceniza de madera quemada y también aceite vegetal (si se desea jabón), y tiene multitud de usos en limpieza del hogar y jardinería. Es más suave que la lejía convencional, aun así es también un potente desinfectante e irritante (corrosivo), y además es económico y ecológico (pues no daña el medio ambiente).
Tiene un pH muy básico (~13). El proceso químico funciona como un jabón, destruyendo las membranas plasmáticas de los microorganismos. En el hogar, se usa para limpiar la comida (verdura, fruta...), la vajilla, hacer la colada (de hecho, esta expresión proviene de «colar» la ceniza) o fregar el suelo. En jardinería, se usa como bactericida, insecticida y fungicida (controlar las plagas como el  pulgón, los gusanos, la cochinilla, la araña roja, el mildiu, el oídio o el botrytis entre otros). Se puede usar para pulverizar las plantas. No es tóxico para los animales.
Es tóxico si se bebe, como la lejía convencional. La lejía convencional, que consiste en otros compuestos químicos como el Hipoclorito de sodio (NaClO) en solución acuosa, es por lo general más fuerte que la lejía de ceniza, pero también más tóxica y contaminante.

## Elaboración
La ceniza de madera tiene carbonato de potasio (K2CO3), que en contacto con el agua forma hidróxido de potasio (potasa cáustica). La madera es más efectiva cuanto más dura sea (como la madera de encina, de roble, de quebracho), sin aditivos y sin tratar. Se debe arder en un fuego potente para que la ceniza quede lo más blanca posible. Debe tamizarse para poder ser usada.
No se puede usar agua de pozo ni de grifo (aunque sea potable, porque tiene cloro). Se recomienda destilada, de lluvia o blanda.
La mezcla se deja reposar, mínimo una 1-2 noches. Para comprobar que ya estuviera hecha, antaño se dejaba caer un huevo en el líquido, y ver si flotaba. La ceniza se debe colar y quedarse únicamente con el agua. Cuando luzca con un tono parecido al ron añejo, se comienza el proceso de saponificación. Para concentrarlo, se hierve en olla (que no sea de aluminio) o se deja al sol con un aceite vegetal, como el aceite de oliva (si se desea jabón potásico).

## Historia
La lejía de ceniza se ha usado por muchas culturas desde tiempos ancestrales y sólo recientemente se ha sustituido por compuestos químicos de laboratorio. En la Antigüedad, ya los egipcios y babilónicos usaban jabones con el poder limpiador de la ceniza. Los antiguos griegos llamaban a la lejía konis, «ceniza» (luego, en latín, kinis). En la época del Imperio Romano también se usaba esta lejía, llamada aqua lixivia («agua colada», de colar la ceniza). El proceso de separar la ceniza se llama lixiviar. En la Edad Media se usaba como limpiador y también para macerar productos como las aceitunas. 
Según el diccionario de la Real Academia de la Lengua, una de las acepciones de colada puede ser: «lejía que se cuela en la ropa». En francés, hacer la colada se denomina faire la lessive, que proviene de lissive, lixivia.